# 173 (tal)
173 är det naturliga talet som följer 172 och som följs av 174. Det är också ett primtal.

## Inom vetenskapen
- 173 Ino, en asteroid

## Inom matematiken
- 173 är ett udda tal.
- 173 är ett primtal.
- 173 är ett balanserat primtal genom att det utgör medelvärdet av det närmast föregående primtalet, 167, och det närmast efterföljande, 179.
- 173 är ett palindromtal i det ternära talsystemet.